# Stellwerk (Club)

Heiko Langanke kündigt die Künstler an

Das Stellwerk (ehemals Jazzclub im Stellwerk) ist ein Hamburger Veranstaltungsort für zahlreiche Genres, darunter internationale Acts in den Bereichen HipHop und Rap, Rock und Metal, gepflegter Soul, Funk, Ska und ab und an Jazz, daneben Poetry Slam, Filmabende.
Der ehrenamtlich geführte Musikclub besteht seit dem 15. September 2005. Voraus ging 2001 die Gründung des Fördervereins Jazzclub Hamburg e. V., den die Gründungsmitglieder Dieter Glawischnig, die Sängerin Ulita Knaus und Heiko Langanke schufen.
Der Name Stellwerk verweist auf eine Besonderheit des Raumes im Bahnhof Hamburg-Harburg. Der einstige Wartesaal der 3. Klasse wurde nach seiner ursprünglichen Benutzung von der Deutschen Bahn als Lehrstellwerk genutzt, in dem die Weichenstellung an Simulationsstellwerken gelehrt wurde. Seit den 1980er-Jahren stand der Saal leer und wurde nicht weiter genutzt. Der Förderverein übernahm den Namen „Stellwerk“, da er auch für den modernen Jazz in Hamburg Weichen stellen wollte.
Nach kurzer Zeit war der Club neben den traditionsreicheren Hamburger Jazzclubs Birdland, Cotton-Club, Jazzclub Bergedorf, Mandarin-Kasino (früher Mojo Club) und dem Stage-Club stadtweit vor allem für ein Programm bekannt, das jungen Jazz förderte.
Seit Mai 2008 betrieb der Jazzclub im Stellwerk auch ein eigenes Internetradio, das ausschließlich Jazz in, aus und für Hamburg spielte. „Nach sechs Jahren, die der Club weitgehend frei von öffentlicher Unterstützung die Stadt Hamburg an die europäische Jazzszene anschloss, ging dem Betreiberverein im Kleinklein von formalen Anforderungen und Behördenauflagen die Luft aus.“ 2011 wurde der Club thematisch neu ausgerichtet.